# ماريا باييت ريخي
ماريا باييت ريخي (لاس بالماس دي غران كناريا، 19 أبريل 1946) باحثة إسبانية وأستاذة في الكيمياء غير العضوية ورئيسة قسم الكيمياء غير العضوية والحيوية في كلية الصيدلة بجامعة كومبلوتنسي بمدريد.

## سيرتها الذاتية
في عام 1974 حصلت على درجة الدكتوراه في العلوم الكيميائية من جامعة كومبلوتنسي بمدريد. في عام 1990 عُيّنت أستاذة في الكيمياء غير العضوية ورئيسة قسم الكيمياء غير العضوية والحيوية في كلية الصيدلة في الجامعة نفسها.
في عام 1994 أصبحت عضواً كاملاً في الأكاديمية الملكية للهندسة. وفي عام 2011 في الأكاديمية الوطنية الملكية للصيدلة.

## أبحاثها
أجرت أعمالاً بحثية مكثفة، تميزت بنهج متعدد التخصصات، انعكست في أكثر من 550 منشورًا علميًا مدرجًا في شبكة المعرفة ISI، معظمها في مجالات الكيمياء وعلوم المواد. ووفقًا لشبكة ISI، فهو أكثر الباحثين الإسبان استشهادًا في مجال علوم المواد في العقدين الأخيرين.
يركز نشاطها البحثي على السيراميك الحيوي لاستبدال الأنسجة الصلبة وترميمها؛ والنظارات النشطة بيولوجيًا؛ ومركبات السيراميك والبوليمر للإفراج المتحكم فيه عن الأدوية؛ والمواد المهجنة النشطة بيولوجيًا من المواد العضوية وغير العضوية؛ والمواد المسامية للإفراج المتحكم فيه عن الأدوية وهندسة الأنسجة; التوليف والتطبيقات الطبية الحيوية للجسيمات النانوية؛ وتحضير الأغشية الرقيقة بالطرق الكيميائية؛ وعدم التكافؤ في الأكاسيد الشبيهة بالبيروفسكايت ومشتقاتها؛ والمواد المغناطيسية ذات الهياكل الإسبنيل والسداسية الفريت؛ والموصلات الفائقة ذات درجة الحرارة العالية؛ وأجهزة استشعار الغازات القائمة على أكاسيد شبه موصلة؛ والبيروفسكايت ذات المقاومة المغناطيسية الهائلة.
كانت عضواً في اللجنة التوجيهية لبرنامج العلوم من أجل السلام التابع لمنظمة حلف شمال الأطلسي (1999-2005)، واللجنة الوطنية للمركز الوطني للكيمياء البيئية الدولية (2004-2008)، وكانت نائبة رئيس الجمعية الملكية الإسبانية (1999-2007).

## الجوائز والتكريمات
- الجائزة الفرنسية-الإسبانية لعام 2000 من الجمعية الفرنسية للكيمياء
- جائزة RSEQ لعام 2008 في الكيمياء غير العضوية
- جائزة ليوناردو توريس كيفيدو الوطنية للبحوث لعام 2008 في الهندسة.[4]
- جائزة فييك للأبحاث 2011.
- ميدالية RSEQ الذهبية لعام 2011.
- زمالة الاتحاد الدولي لعلوم وهندسة المواد الحيوية من الاتحاد الدولي لجمعيات علوم وهندسة المواد الحيوية.
- شهادة الدكتوراه الفخرية من جامعة إقليم الباسك.[5]
- جائزة ميغيل كاتالان للأبحاث 2013.[6]
- دكتوراه فخرية من جامعة خاومي الأول، كاستيلون، إسباني2015.[7]
- جائزة المهنة المتميزة في الكيمياء لعام 2016 من مؤسسة ليلي، 2016.[8]
- جائزة الملك خايمي الأول للأبحاث الأساسية، 2018.[9]
- في عام 2018 تم إدراجها في الجدول الدوري للعالمات حيث أن عام 2019 هو العام الدولي للجدول الدوري للعناصر الكيميائية، بمناسبة الذكرى السنوية الـ 150 لنشر منديليف.[10]
- وفي عام 2019، حصلت على جائزة الإنجاز مدى الحياة من مؤسسة إل كونفيدينسيال وهربرت سميث فريهيلز.[11]
- في عام 2019 حصلت على ميدالية الاستحقاق في البحث والتعليم الجامعي، إلى جانب إيميليو لييدو ودولوريس كابيزودو، قدمها الوزير بيدرو دوكي.[3]

## روابط خارجية
- ”الصحة مع الطب الحيوي“ - مقابلات مع عالمات متميزات. بثت على إذاعة راديو بوث لمشروع عالمات في الطب الحيوي: سباق المسافات الطويلة، المعهد الوطني للبحوث العلمية والتكنولوجية الممول من FECYT (2016).
- ”كبسولات سون"، قصة إذاعية عن عالمات لهن إسهامات في تاريخ الطب الحيوي. من تأليف ورواية إستيباليز إسبينوزا. بثت على إذاعة راديو بوث لمشروع ”الطب الحيوي مع المجتمع“، CIBER-BBN، بتمويل من FECYT (2015).